# 사우스웨스트잉글랜드

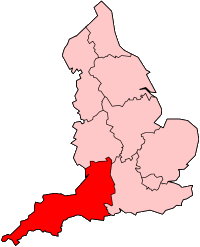
사우스웨스트잉글랜드

사우스웨스트잉글랜드(South West England)는 잉글랜드의 지역 중 하나로 면적은 23,800km2, 인구는 5,289,000명(2011년 기준), 인구 밀도는 220명/km2이다.

## 행정 구역
- 서머싯주
  - 바스 노스이스트서머싯
  - 노스서머싯
- 브리스틀
- 글로스터셔주
  - 사우스글로스터셔
- 윌트셔주
  - 스윈던 구
- 도싯주
  - 풀
  - 본머스
- 데번주
  - 토베이
  - 플리머스
- 콘월주
  - 실리 제도